# Tiszacsege
Tiszacsege  este un oraș în districtul Balmazújváros, județul Hajdú-Bihar, Ungaria, având o populație de 4.894 de locuitori (2011). 

## Demografie
Componența etnică a orașului Tiszacsege
     Maghiari (93,82%)
     Romi (5,39%)
     Necunoscut (0,3%)
     Alții (0,49%)
Componența confesională a orașului Tiszacsege
     Reformați (24,01%)
     Fără religie (16,92%)
     Romano-catolici (12,06%)
     Necunoscută (45,59%)
     Alte religii (2,19%)
Conform recensământului din 2011, orașul Tiszacsege avea 4.894 de locuitori. Din punct de vedere etnic, majoritatea locuitorilor (93,82%) erau maghiari, cu o minoritate de romi (5,39%). Apartenența etnică nu este cunoscută în cazul a 0,3% din locuitori. Nu există o religie majoritară, locuitorii fiind reformați (24,01%), persoane fără religie (16,92%) și romano-catolici (12,06%). Pentru 45,59% din locuitori nu este cunoscută apartenența confesională.